# Richard Attenborough
Richard Attenborough (anglès: The Right Honourable Richard Samuel Attenborough, Baron Attenborough CBE FRSA)  (Cambridge, 29 d'agost de 1923 - Londres, 24 d'agost de 2014), baró Attenborough of Richmond-upon-Thames, CBE, fou un actor, director i productor de cinema anglès. Era el germà gran del naturalista Sir David Attenborough.

## Biografia
Va cursar estudis a Leicester i en la Reial Acadèmia d'Art Dramàtic. El 1941 va començar a treballar en el teatre i va aconseguir el debut en el cinema un any després, amb una famosa cinta bèl·lica de propaganda: Sang, suor i llàgrimes de David Lean i Noël Coward.
L'èxit com a actor li arribaria el 1947 amb un dels clàssics emblemàtics del cinema britànic de la dècada, Història d'una covardia, sobre la novel·la de Graham Greene. El paper de covard que representà en aquest film gairebé l'encasellà per sempre en aquesta mena de personatges, els trets emocionals del qual es van perpetuar i es demostren a estones en cadascun dels films posteriors en què va actuar, barrejant la covardia i la inseguretat amb l'adulació enmig d'una forta personalitat.
Aquests dos papers, units al de l'assassí adulador de Brighton, parc d'atraccions (1947), el van encasellar en aquest tipus de personatges en el cinema anglès fins a Assumptes privats (A Private Progress, 1956 de John Boulting), amb la qual va fer un salt decisiu en la seva carrera com a actor que convertí en estrella i n'amplià el registre cap al melodrama negre, el drama compromès i costumista i el cinema d'aventures. Però abans Attenborough havia anat guanyant solidesa en l'estil interpretatiu en títols com A vida o mort (1946, de Michael Powell), al costat de David Niven i Flora Robson; el clàssic melodrama negre The Lost People (1952, de Virgil Vogel), o la superproducció biogràfica i històrica The Magic Box (1951), que va suposar la seva primera col·laboració amb el director John Boulting.
El 1959 secunda Peter Sellers en una altra reeixida pel·lícula que dirigeix Boulting (Estàs bé, Jack), i a l'any següent coprodueix i protagonitza Amarg silenci de Guy Green, on retrata el drama del món obrer en les figures de diversos miners rurals. El 1962 repeteix amb Boulting i Sellers en una comèdia inoblidable, Joc per a dos, en la qual també destacava una deliciosa Mai Zetterling. Ja el 1963 apareix en el cinema nord-americà com a secundari de luxe amb una cinta que es converteix gairebé immediatament en fita: La gran evasió (The Great Escape) de John Sturges. I després participa en títols d'interès com El vol del Fènix (Robert Aldrich, 1965), al costat de James Stewart, Hardy Kruger i Peter Finch; El yang-tsé en flames (The Sand Pebbles, de Robert Wise, 1966), en companyia de Steve McQueen i Candice Bergen, o l'aparatosa i convencional però no menyspreable L'extravagant Dr. Doolittle (1967, de Richard Fleischer), amb un repartiment que liderava el gran Rex Harrison.

El 1964 fa la que resultarà ser la seva millor creació de la dècada, un film convertit avui dia en emblemàtic del cinema anglès: Pla sinistre (de Bryan Forbes), brillant per les excel·lents actuacions de Kim Stanley i Nannette Newman; després, sobresurt en una petita comèdia romàntica (Els pecats de la sra. Blossom, 1968), i ja el 1971 roda també a Anglaterra el film que acomiada la seva carrera com a actor protagonista i que per molts és la seva millor interpretació: L'estrangulador de Rillington Place (Rillington Place, de Richard Fleischer), basada en fets reals. A mitjans dels 70 col·labora amb Otto Preminger en dos títols de distint signe: Rosebud (1974) suposa un fracàs de crítica i públic absolut, però El factor humà (1979) és rebuda amb major entusiasme i encara avui es veu amb satisfacció. Finalment, el 1975 secunda John Wayne, Mel Ferrer i Lesley Anne Down en el reeixit thriller Brannigan, de Douglas Hickox.

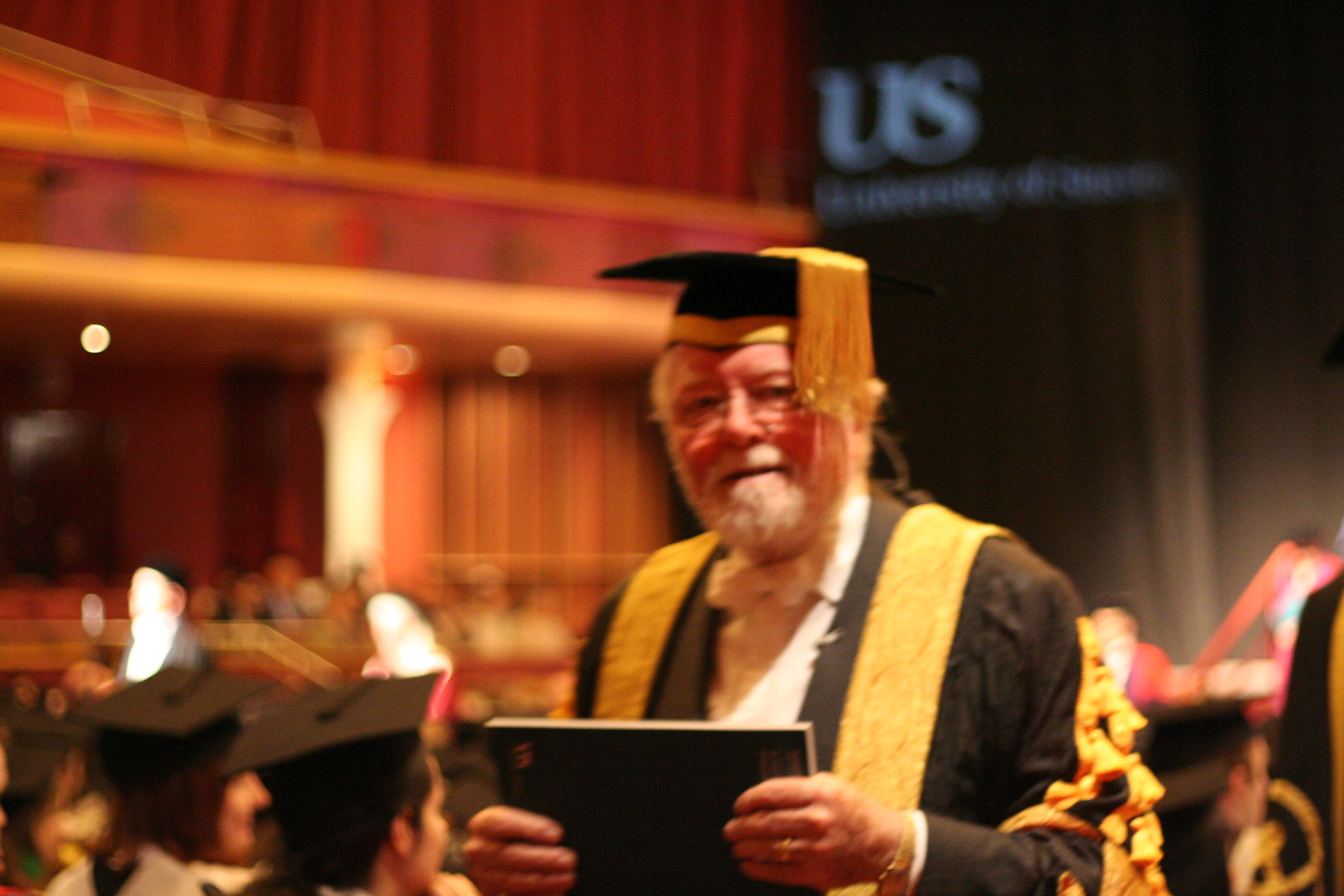
Lord Attenborough

També destacà com a director, tot iniciant-se amb una comèdia satírico-musical: Oh, quina guerra tan bonica! ("Oh, What a Lovely War!", 1969), que va comptar amb un impressionant corrua d'estrelles del cinema britànic i de Hollywood. La van seguir tres títols de notable vàlua: El jove Winston (The Young Winston, 1972) sobre els anys de joventut de Winston Churchill, en què Attenborough sobresurt com a director d'actors (en aquest cas, Robert Shaw i Anne Bancroft, entre altres), Un pont massa llunyà (A Bridge Too Far, 1977), l'última superproducció amb grans estrelles internacionals com Sean Connery, Michael Caine, Robert Redford i Liv Ullmann, entre molts altres, dedicada a la Segona Guerra Mundial, i Màgic (íd., 1978), thriller sobrenatural que conté una de les millors creacions d'Anthony Hopkins. Això no obstant, la consagració definitiva com a director no va arribar fins a Gandhi (1982), ambiciosa superproducció angloestatunidenca els preparatius i el rodatge de la qual li va ocupar nou anys de la seva vida, però coronada amb un immens i merescut èxit en els cinemes d'arreu del món, alhora que guardonada amb vuit premis Oscar a Hollywood. Les seves següents obstinacions continuen en primera línia de qualitat i reconeixement: el musical adaptat directament de Broadway A Chorus Line (1985); el drama de denúncia sobre l'Apartheid, basat en fets i personatges reals de Sud-àfrica Crida Llibertat (1987), amb Denzel Washington i Kevin Kline; el fresc biogràfic que va catapultar a la fama a Robert Downey Jr. (Chaplin, de 1992), i una espècie de biografia de l'escriptor C. S. Lewis que hom podria qualificar d'obra mestra: Shadowlands (1993), amb Anthony Hopkins i Debra Winger. No obstant això, el 1999 ens deixa una obra benintencionada, però tan menor com oblidable: Mussol gris.
Després de la seva actuació en una poderosa i en certa manera incompresa cinta del mestre hindú Satyajit Ray (Jugadors d'escacs) el (1977), Attenborough va deixar la interpretació una temporada, fins que torna amb una de les cintes més taquilleres de la història del cinema: Parc Juràssic (1993, de Steven Spielberg), i amb un fàcil remake a l'any següent del clàssic nadalenc de 1949 D'il·lusió també es viu, titulat Miracle en la ciutat. Les seves últimes interpretacions a destacar pertanyen a les pel·lícules Hamlet (1996, de Kenneth Branagh), potser la versió definitiva de l'obra de Shakespeare, i Elisabet (1998).

## Curiositats
- En un determinat moment es rumorejà la seva tornada al cinema amb el paper d'Albus Dumbledore (a tall d'homenatge) en Harry Potter i el presoner d'Azkaban, d'Alfonso Cuarón, en substitució del difunt Richard Harris. Al final, un altre actor, Sir Michael Gambon, seria el triat per al paper.
- El 1967 fou condecorat amb l'Orde de l'Imperi Britànic. El 1976 fou armat cavaller (Sir Richard Attenborough). El 2003 fou ennoblit per la reina Isabel II (Lord Attenborough).[4]
- Des dels anys cinquanta és un gran col·leccionista de ceràmiques de Pablo Picasso, de les quals ha reunit més de 300 peces.
- El desembre de 2004, una de les seves filles va morir i una altra va resultar ferida a causa del tsunami de l'Oceà Índic.
- L'any 2008 fou nomenat president vitalici del Chelsea Football Club.

## Filmografia
Pel·lícules del director.
- Sang, suor i llàgrimes (In Which We Serve) (1942) de David Lean i Noel Coward
- The Hundred Pound Window (1943)
- Schweik's New Adventures (1943)
- Journey Together (1946)
- School for Secrets (1946)
- A Matter of Life and Death (1946) de Michael Powell
- Brighton Rock (1947)
- Dancing with Crime (1947)
- The Man Within (1947)
- The Guinea Pig (1948)
- Dulcimer Street (1948)
- The Smugglers (1948)
- Boys in Brown (1949)
- Morning Departure (1950)
- The Lost People (1950) de Virgil Vogel
- Hell Is Sold Out (1951)
- Operation Disaster - Morning Departure (1951)
- The Magic Box (1951) de John Boulting
- Father's Doing Fini (1952)
- The Gift Horse (1952)
- Eight O'clock Walk (1954)
- The Ship That Died of Shame (1955)
- P.T. Raiders (1956)
- The Baby and the Battleship (1956)
- A Private's Progress (1956) de John Boulting
- The Brothers in Law (1957)
- The Scamp (1957)
- Desert Patrol (1958)
- Dunkirk (1958)
- The Man Upstairs (1958)
- I'm All Right Jack (1959) de John Boulting
- Breakout (1959)
- Jet Storm (1959)
- The Angry Silence (1960) de Guy Green
- S.O.S. Pacific (1960)
- Objectiu: Banc d'Anglaterra (The League of Gentlemen) (1960)
- Only Two Can Play (1962) de John Boulting
- The Dock Brief (1962)
- Nit de malson (All Night Long) (1962)
- La gran evasió (The Great Escape, 1963) de John Sturges
- The Pink Panther (1963)
- The Third Secret (1964)
- Séance on a Wet Afternoon (1964) de Bryan Forbes
- Guns at Batasi (1964)
- El vol del Fènix (Flight of the Phoenix) (1965) de Robert Aldrich
- El Iang-tsé en flames (The Sand Pebbles) (1966) de Robert Wise
- Doctor Dolittle (Dr. Doolittle), (1967) de Richard Fleischer
- The Bliss of Mrs. Blossom (1968) de Joe McGrath
- Only When I Larf (1968)
- Oh! What a Lovely War (1969) de Richard Attenborough
- David Copperfield de Delbert Mann
- The Magic Christian (1969)
- Loot (1970)
- The Last Grenade (1970)
- A Severed Head (1971)
- L'estrangulador de Rillington Place (10 Rillington Place) (1971) de Richard Fleischer
- El jove Winston (The Young Winston, 1972) de Richard Attenborough
- Rosebud (1975) d'Otto Preminger
- Conduct Unbecoming (1975)
- And Then There Were None (1975)
- Brannigan (1975) de Douglas Hickox
- Shatranj Ke Khilari (1977) de Satyajit Ray
- Un pont massa llunyà (A Bridge Too Far, 1977)
- Màgic (Magic, 1978) de Richard Attenborough
- El factor humà (The Human Factor, 1979) d'Otto Preminger
- Gandhi (1982) de Richard Attemborough
- A Chorus Line (1985) de Richard Attenborough
- Cry Freedom (1987) de Richard Attenborough
- Chaplin (1992) de Richard Attenborough
- Parc Juràssic (Jurassic Park, 1993) de Steven Spielberg
- Shadowlands (1993)
- Miracle on 34th Street (1994)
- En l'amor i la guerra (In Love and War) (1996)
- Hamlet (1996) de Kenneth Branagh
- El món perdut: Jurassic Park (The Lost World: Jurassic Park) (1997)
- Elisabet (Elizabeth) (1998) de Shekpar Kapur
- Mussol Gris (Grey Owl) (1999)
- Puckoon (2002)
- The Snow Prince (2007)